# Долно Любине
Долно Любине е село в географската област Жупа, община Призрен, Призренски окръг, Косово.
Населението на Долно Любине е 3200 души – жупци (помаци). Една част от жителите на селото се определят като българи.